# スーパーマン (架空の人物)
スーパーマン（Superman）は、DCコミックスの出版するアメリカン・コミック『スーパーマン』に登場する架空のスーパーヒーロー。ジェリー・シーゲルとジョー・シャスターによって創造され、1938年に登場した。

## 概要
スーパーマンはジェリー・シーゲルとジョー・シャスターによって創造され、アクション・コミックス誌第1号（1938年6月30日）で初登場した。ラジオ番組、コミック・ストリップ、テレビ番組、映画、コンピュータゲームなど様々なメディアに登場し、アメリカンコミックにおけるスーパーヒーローの典型となった。「Big Blue Boy Scout（大きい青いボーイスカウト）」「Man of Steel（鋼の男）」「Man of Tomorrow（明日の男）」などの異名を持つ。
スーパーマンの容姿を特徴付ける要素として青いコスチューム、胸部の「S」のシンボルマーク、赤いケープが挙げられる。これらはコミック作品への影響だけでなく、大衆文化のアイコンとして様々な形でモチーフとされている。
クラーク・ケントというアイデンティティーは、1938年の初登場から1980年中頃まで「スーパーマン（カル゠エル）が一般人として生活するため変装した姿」と位置付けられていた。1986年のジョン・バーンによる『マン・オブ・スティール (コミック)』以降は、「地球の文化で育った個人」という人間性が強調されるようになる。

## 創造

### 経緯
1933年1月、オハイオ州クリーブランドのグレンビル高校の生徒であるジェリー・シーゲルが物語を書き、同級生のジョー・シャスターが挿絵を描き、「The Reign of the Superman」というタイトルのファンジンを制作した。これはマッドサイエンティストによって超能力を与えられた男が、最終的に超能力を悪用せんと目論む科学者を殺し、能力を失ってもとの浮浪者に戻って行くというストーリーだった。
2人はプロの作家になることを夢見ながら、パルプ・マガジンよりも新聞に掲載される新聞漫画の方が安定していると考え、コミック・ストリップの制作に移行する。1934年頃にシーゲルは英雄的なキャラクターの方が売れるだろうと考え「スーパーマン」の原型を考案した。幾つかの出版社に持ち込むが拒絶され、その過程で少しずつ今日知られているクリプトン星や「S」のマーク、気弱な新聞記者クラーク・ケント、同僚のロイス・レインの設定が形になっていった。
1935年になるとシーゲルとシャスターはプロとしてコミック業界と関わりはじめ、ナショナル・アライドから出版される探偵や冒険の物語を制作する。ナショナル・アライドにも「スーパーマン」を売り込むが通信社から拒否されてしまう。1938年3月、シーゲルとシャスターはもはや「スーパーマン」は成功しないだろうと考え、ディテクティブ・コミックスに当時の130ドルでキャラクターの権利を売り、そうしてついに「スーパーマン」は出版された。

### 影響
スーパーマンの怪力やビルを飛び越える跳躍力といった能力はエドガー・ライス・バローズの『火星シリーズ』やフィリップ・ワイリーの『闘士（1930年）』の主人公ヒューゴ・ダナーから影響を受けている。危険をかえりみない姿勢はダグラス・フェアバンクスが演じた『奇傑ゾロ（1920年）』や『ロビン・フッド（1922年）』の影響を受け、スーパーマンの活動拠点であるメトロポリスは同名の映画『メトロポリス（1927年）』から取られた。クラーク・ケントの「眼鏡をかけ紳士的に振る舞い、後になって反撃する」という要素はコメディアンのハロルド・ロイドを参考にしている。職業が新聞記者であることやロイス・レインにぎこちなく振る舞うといった部分はジェリー・シーゲル本人の経験からだという。またジョー・シャスターも1920年代にトロント・デイリー・スターで働いていたことがある。
ジョー・シャスターは自身の作風の影響としてウィンザー・マッケイの『リトル・ニモ』、バーン・ホガース、アレックス・レイモンド、ミルトン・カニフ、ハル・フォスター、ロイ・クレインを挙げている。スーパーマンのコスチュームはレスラーやボクサー、ストロングマンなどからインスピレーションを受け、シャスターは当初はスーパーマンに古典的なヒーローのように編み上げのサンダルを履かせることを考えていた。ケープは当時のパルプ・マガジンの冒険活劇のヒーローの多くが身につけていたため。

## 人物
本名：カル゠エル (Kal-El)　地球名：クラーク・ケント (Clark Kent)
高度な文明を誇りながらも太陽が寿命を迎え、滅亡の危機に瀕していたクリプトン星。科学者のジョー゠エル夫妻は、まだ赤ん坊の息子カル゠エルを救うため、彼を小型のロケットに乗せ地球へ向けて発射した。直後に太陽が爆発してクリプトン星は崩壊し、赤ん坊は惑星の遺児となった。
ロケットはアメリカ合衆国カンザス州のスモールヴィルに飛来、そこで暮らしていたジョナサン・ケントとマーサ・ケント夫妻に拾われ、カル゠エルは「クラーク・ジョセフ・ケント」と名付けられる。スモールヴィルではラナ・ラングやピート・ロスといった生涯の友人を得て、成長したクラークは自分の能力を世の為に役立てる事を誓い、大都会メトロポリス（州は不明、ゴッサムシティ近郊）へ移住する。デイリー・プラネット新聞社に入社し、スーパーマンとクラーク・ケントとしての二重生活を送る。
デイリー・プラネットではロイス・レイン、ジミー・オルセン、ペリー・ホワイトと出会った。ロイスとはしばらくの間は同僚記者としての関係が続いたが、交際を経てプロポーズをする。その後さらに紆余曲折を経て結婚、クラークとロイスとの間に息子のジョナサン・サミュエル・ケントが誕生した。クラークは一度は姿勢の違いからデイリー・プラネット社と袂を分かちフリージャーナリストとなり、ケント一家は息子のジョンを育てるために安全な場所を求めてカリフォルニア州へ移住する。子育てをしている間、スーパーマンは黒いコスチュームに変えて人知れず活動し、ジョンの成長後にニューヨーク州へ戻りデイリー・プラネットへ復帰する。
髪型は変身前のクラーク・ケントの時は右分け、変身後のスーパーマンの時は左分けになっている。

## 能力と弱点

### 主な能力
スーパーマンを特徴付ける設定として原作コミック、アニメ、ゲーム、実写作品などで共通している能力。ただし、能力の数値は時期やメディアによって変わる。また、初期は空を飛ぶことが出来なかった。「走れば弾丸より速く、力は機関車よりも強く、高いビルディングもひとっ跳び」というフレーズは、飛行能力がなくジャンプで跳び越えていたことに由来する。飛行能力は第10話のエピソードを担当した作家がスーパーマンの能力を把握しておらず飛ぶことができたと勘違いして描いたのがそもそもの始まりである。※能力値は、エピソードにより下記より遥かに大きい。
- 80万トンの物体を持ち上げる怪力。
- 40メガトンの核爆発に耐える耐久力。銃弾も受け付けず跳ね返してしまう。
- 最高時速800万kmで飛行。
- 斬撃や銃撃を見切り躱せる動体視力。
- 鋭敏な視覚（望遠・透視・赤外線・X線）。透視能力をもっているが、鉛は透視できない。
- 眼から熱線（ヒートビジョン）を放射。
- 吐く息で物体を凍結させる（スーパーブレス）。空気を肺で圧縮することで液体窒素にする。
- 太陽エネルギーが力の源。後述の「黄色い太陽」の太陽光の影響で数々の能力を発揮している。
- 人間と同じように酸素呼吸しているが、空気を肺で圧縮することで宇宙空間でも行動可能。

### その他の能力
1930年代～1980年代に原作コミックで使われていた能力。その珍妙さから徐々に使われなくなったが、アニメやスピンオフ作品などでは度々スポットが当てられる。
- スーパー腹話術：敵を混乱させるために用いられる[注釈 2][注釈 3]。
- スーパー催眠術：正体が発覚しそうになった時に使っていた。現在もメガネで微弱な催眠波を放っている。
- スーパー数学：超高速で計測・計算を行う。
- スーパー機織り：即席でウェディングドレスを織る。
- スーパー変身：顔や姿を変える。
- スーパー健忘キス：キスで相手の記憶を消す[14]。
- スーパーセロファン：胸のSのシンボルマークを投げて敵を捕縛する[14]。
- タイニースーパーマン：手から出す小さいスーパーマン。

### 弱点
クリプトナイト
クリプトン星の鉱物で、クリプトン人に悪影響を及ぼす。浴び続ければ力を失い、肌の色が緑色に変化した後に死に至る。
赤い太陽
「赤い太陽」とはクリプトン星が周回していた太陽。地球が周回している太陽は「黄色い太陽」と呼ばれる。スーパーマンは地球の若い太陽からエネルギーを得ているため、クリプトンの老いた太陽ではエネルギーを得られず力を失い、地球人同様となる。
魔法
物理的な魔法であれば耐えることもできるが、精神に干渉する魔法には耐性が全くなく苦戦を余儀なくされる。
その他
強い正義感ゆえに地球規模の災害を防ぎ、木から下りられなくなった子猫も救うが、テレパシー能力は無いために騙されて利用されてしまうこともある。

## 「S」の意味

Superman S symbol

スーパーマンの胸にある特徴的なシンボルマークには複数の意味付けがされている。初期は「SupermanのS」という単純な意味合いしかなかった。
1978年の映画『スーパーマン』でこのマークがアルファベットの「S」ではなく「エル家の紋章（House of El）」であるという設定が加わった。2013年の映画『マン・オブ・スティール』でラッセル・クロウ演じるジョー゠エルが身に着けているものはエスカッシャンやクレストで装飾され、より紋章としてデザインされている。
また、2004年に出版されたマーク・ウェイドによる『Superman: Birthright』でこの紋章がクリプトンでは「希望」を意味するという設定が加えられた。この設定は映画『マン・オブ・スティール』にも採用され、映画予告編で象徴的に取り上げられている。「Man of Steel - Official Trailer 3」 - YouTube
さらにテレビドラマ『SUPERGIRL/スーパーガール』やゲーム『インジャスティス2』でも同様にこのシンボルマークが「希望」を意味するという設定が受け継がれている。バットマンがコウモリを恐怖の象徴としていることもあり、両者はたびたび「希望と恐怖（Hope and Fear）」という立ち位置で描かれる。

## 他のバージョン
- スーパーマン (アース2)（英語版）

1969年の『Justice League (vol.1) #73』で初登場したスーパーマン。並行世界「アース2」のスーパーマンで、ゴールデンエイジの設定がもとになっている。
- ウルトラマン

1964年の『Justice League of America (vol. 1) #29』で初登場したスーパーマン。善悪が逆転した並行世界「アース3」のスーパーヴィラン。
- ダークナイト・リターンズ

1986年のミニシリーズ『バットマン: ダークナイト・リターンズ』で初登場したスーパーマン。アメリカ政府のエージェントとして活動している。
- キングダム・カム

1996年のミニシリーズ『キングダム・カム』で初登場したスーパーマン。長年太陽エネルギーを浴びたことでクリプトナイトに耐性ができている。
- ダーク・サイド（英語版）

1998年のミニシリーズ『スーパーマン: ダーク・サイド』で初登場したスーパーマン。惑星アポコリプスでダークサイドに育てられ戦士となる。
- レッド・サン

2003年のミニシリーズ『スーパーマン: レッド・サン』で初登場したスーパーマン。ソビエト連邦で育ち、スターリンに協力している。
- インジャスティス

2013年の対戦型格闘ゲーム『インジャスティス:神々の激突』で初登場したスーパーマン。ヒーロー達が権威主義のもとで人類の秩序を維持している。

## 実写映画版

### DCEU版
DCエクステンデッド・ユニバース(DCEU)では、ヘンリー・カヴィルが演じる。日本語吹替は星野貴紀。
基本的設定は原作と同じ。純粋な正義感を持つが、人智を超えた能力を持つ宇宙人として地球の脅威とみなされる葛藤に悩む。
幼少期はクリプトン人としての能力を制御できず周囲からいじめられていたが、養親のジョナサンやマーサの助けを借りて成長した。ハリケーンでジョナサンを失った経験により、自らの使命について考えるようになる。自分のルーツを知ったのは大人になってからで、ロイス・レインとの調査によってクリプトン星の出身であることを発見した。その後、同じくクリプトン星人であるゾット将軍を地球から退けるも、世間からの風当たりは強く、やがてバットマン/ブルース・ウェインと激しく対立することになる。しかしながら、最終的にお互いの誤解を解いてバットマンと共闘し、ジャスティス・リーグに合流することになった。

### DCU版
DCユニバース(DCU)では、デヴィッド・コレンスウェットが演じる。日本語吹替は武内駿輔。
基本的設定は原作と同じ。スーパーマンとして覚醒するまでの経緯は物語では描かれない。真っ直ぐな正義感と博愛の精神に溢れる。
ボラビア・ジャンハンプール間の領土紛争に介入したことで宿敵レックス・ルーサーらと戦闘することになるが、ジャスティス・ギャングやメタモルフォとの協力によってレックスを逮捕し、紛争を終結させることに成功し、恋人のロイス・レインと愛を誓う。